# Groot Doden
Die Groot Doden, eigentlich ǁÔ-gainKlicklaut, sehr selten Grote Doden, sind ein Clan der Nama in Namibia. Sie haben ihren traditionellen Sitz in Schlip und wurden von einem Kaptein als traditionellem Führer geleitet. Sie sind im unabhängigen Namibia keine anerkannte traditionellen Verwaltung mehr.

## Geschichte
Die Groot Doden unter Hans Jager griffen Ende des 19. Jahrhunderts unter Führung von Cornelis Oasib der Roten Nation Kido Witbooi und seinen Clan in Gibeon an. Sie zerstörten die gesamte Ortschaft. 1883 wurden die Groot Doden von Maharero besiegt und der Clan zerschlagen. Fünf Jahre später schlossen sie sich mit anderem Clans Paul Visser an und kämpften gegen Hendrik Witbooi. Ein Jahr zuvor hatten sie bereits Angriffe auf Moses Witbooi verübt.
Die Groot Doden waren auch in das Massaker von Hornkranz involviert.